# 彼得拉蒙特科尔维诺
彼得拉蒙特科尔维诺（義大利語：Pietramontecorvino），是意大利福贾省的一个市镇。总面积71.17平方公里，人口2764人，人口密度38.8人/平方公里（2009年）。ISTAT代码为071039。